# Juan Baena
Juan Baena Ruiz (Ceuta, 18 maggio 1950 – Alicante, 28 settembre 2012) è stato un calciatore spagnolo di ruolo difensore e centrocampista.

## Carriera
Baena a 11 anni entrò nelle giovanili del Real Betis. Esordì con la squadra di Siviglia nel 1969. 
Nel 1969-1970 fu ceduto in prestito per una stagione al CD Logroñés. Nel 1971 fu ceduto all'Hércules.
Giocò per 12 stagioni con l'Hércules, diventando il capitano e recordman di presenze del club di Alicante.
Dopo il ritiro, diventò il medico ufficiale del club.